# Enrico Ardù
Enrico Ardù (Genova, 12 giugno 1914 – Roma, 16 dicembre 1985) è stato un partigiano e giornalista italiano.

## Biografia

### Origini e formazione
Crebbe in situazioni economiche difficili, divenne maestro di scuola elementare ed aderì presto al Partito Comunista Italiano. Prese parte alla resistenza unendosi ad un Gruppo di Azione Patriottica e partecipò attivamente alla liberazione di Genova.
Finita la guerra si laureò in lettere e filosofia presso l'università di Genova.

### Attività giornalistica
Iniziò la sua carriera da giornalista nel 1945 lavorando inizialmente per L'Unità di Genova occupandosi di vari settori tra cui l'assegnazione del Premio Letterario annuale, vinto per esempio da Italo Calvino e Marcello Venturi.
Nel 1956 si trasferì a Roma per lavorare presso il Paese Sera dove divenne capo redattore. Fu inviato durante la Guerra in Algeria e i suoi interventi a favore della popolazione locale trovarono il disappunto di Charles de Gaulle che lo espulse. Nel 1964 comparì un suo articolo riguardo alla morte misteriosa di tre paracadutisti dell'esercito italiano. Il colonnello Antonio Palumbo ritenne questo articolo denigratorio e quindi lo venne a cercare il 7 settembre 1964 in un albergo di Pisa e lo aggredì rompendogli il setto nasale. Questo violento attacco alla libertà di stampa fu un fatto clamoroso e in parlamento divenne modo di dire "prendersi a Palumbo". Nello stesso anno durante il tentato golpe di Giovanni De Lorenzo Enrico Ardù fu nella lista degli schedati del Piano Solo in quanto giornalista di sinistra e quindi ritenuto "pericoloso" dai golpisti.
Dal 1971 collaborò con il giornale "Nuova Agricoltura" diretto da Sergio Civinini e scrisse la rubrica fissa "L'Agricoltura in Parlamento".